# Anas Al-Awadat
Anas Al-Awadat (właśc. Anas Ahmad Mahmoud Hammad; ur. 29 maja 1998 w Ar-Rusajfie) – jordański piłkarz, występujący na pozycji napastnika w jordańskim klubie Al-Wehdat SC oraz w reprezentacji Jordanii. Uczestnik Pucharu Azji 2023.

## Mecze w reprezentacji
Na podstawie:

### Puchar Azji 2023
| Mecze i gole w reprezentacji podczas Pucharu Azji 2023 | Mecze i gole w reprezentacji podczas Pucharu Azji 2023 | Mecze i gole w reprezentacji podczas Pucharu Azji 2023 | Mecze i gole w reprezentacji podczas Pucharu Azji 2023 | Mecze i gole w reprezentacji podczas Pucharu Azji 2023 | Mecze i gole w reprezentacji podczas Pucharu Azji 2023 | Mecze i gole w reprezentacji podczas Pucharu Azji 2023 | Mecze i gole w reprezentacji podczas Pucharu Azji 2023 |
| Lp.                                                    | Data                                                   | Miasto                                                 | Przeciwnik                                             | Wynik                                                  | Gole                                                   | Inne                                                   | Faza rozgrywek                                         |
| ------------------------------------------------------ | ------------------------------------------------------ | ------------------------------------------------------ | ------------------------------------------------------ | ------------------------------------------------------ | ------------------------------------------------------ | ------------------------------------------------------ | ------------------------------------------------------ |
| 1.                                                     | 15.01.2024                                             | Al-Wakra                                               | Malezja                                                | 4:0 (3:0)                                              |                                                        | asysta                                                 | Faza grupowa                                           |
| 2.                                                     | 20.01.2024                                             | Doha                                                   | Korea Południowa                                       | 2:2 (2:1)                                              |                                                        |                                                        | Faza grupowa                                           |
| 3.                                                     | 25.01.2024                                             | Doha                                                   | Bahrajn                                                | 0:1 (0:1)                                              |                                                        |                                                        | Faza grupowa                                           |
| 4.                                                     | 02.02.2024                                             | Ar-Rajjan                                              | Tadżykistan                                            | 1:0 (0:0)                                              |                                                        |                                                        | Ćwierćfinał                                            |
| 5.                                                     | 06.02.2024                                             | Ar-Rajjan                                              | Korea Południowa                                       | 2:0 (0:0)                                              |                                                        |                                                        | Półfinał                                               |
| 6.                                                     | 10.02.2024                                             | Lusajl                                                 | Katar                                                  | 1:3 (0:1)                                              |                                                        |                                                        | Finał                                                  |

## Sukcesy
Na podstawie:

### Reprezentacyjne
- Wicemistrz Azji 2023